# Börringe kyrka
Börringe kyrka är en kyrkobyggnad i Börringe. Den tillhör Svedala församling i Lunds stift.

## Kyrkobyggnaden
Kyrkan byggdes i nyklassicistisk stil 1783-1787 efter att Lemmeströ församling införlivades 1781. Bygget leddes av riksrådet Joachim Beck-Friis på Börringeklosters slott. Kyrkobyggnaden ritades av Olof Tempelman som var professor vid konstakademin i Stockholm. Kyrkan har ett västtorn med huvtak samt en sakristia.
Kyrkan hette ursprungligen Gustavs kyrka efter Gustav III. Den sammanslagna socknen hette Gustavs socken fram till 1931. Kyrkan ersatte de gamla kyrkorna i Lemmeströ och Börringe gamla kyrka, som numera är ruiner.

## Inventarier
- Predikstolen är jämnårig med kyrkan och rikt skulpterad.
- Dopfunten är av sandsten och tillverkades 1891.

### Orgel
- Orgeln är samtida med kyrkan och byggdes 1786 av den i Stockholm verksamme orgelbyggaren Jonas Ekengren. Orgeln är mekanisk. Vid reparationer 1894 av Rasmus Nilsson, Malmö och 1953 av Bo Wedrup, Uppsala gjordes vissa förändringar i verkets klangliga och tekniska uppbyggnad. Renoveringen under 2009 kommer instrumentet av restaureras och till viss det återställas till 1787 års skick. Den eleganta fasaden är ritad av kyrkans arkitekt Olof Tempelman.

| Manual            | Pedal   |
| Gedackt 8'        | Bihängd |
| Principal 4'      |         |
| Flöjt 4'          |         |
| Kvinta 2 2/3'     |         |
| Oktava 2'         |         |
| Scharf 3 chor     |         |
| Trumpet 8' B/D    |         |
| Vox Virginea 8' D |         |